# 我來自潮州
《我來自潮州》（英語：The Pride of Chaozhou）是香港亞洲電視在1997年秋季播出的一齣有香港特色的鄉土劇，拍攝時本來命名為《架己冷》。1997年10月至12月於本港台首播，陳庭威、歐錦棠及劉錫賢領銜主演，楊恭如、文頌嫻、李香琴、龍貫天、黃樹棠聯合主演。其姊妹作是《我來自廣州》。版權現由華特迪士尼公司持有。

## 劇情
劇集以1940年代廣東省潮汕地區開場，配以中國抗日戰爭及國共內戰時代為背景。
鄭琛（陳庭威飾）本為潮州府殷實商人鄭承宗之子，本性善良，先智退為禍潮州一帶的賣國賊土匪，後來化解了汕頭上、下蓮村近百年來的恩怨。後鄭琛父親在香港病重，琛與同鄉的朱潤（劉錫賢飾）、李乃強（歐錦棠飾）往香港探望。鄭琛父親因病去世，三人也因此時國内形勢留港謀生。鄭琛在妻子江倩茹（楊恭如飾）協助下成為香港製衣業及地產鉅子；李乃強則成為著名探長；朱潤則憑一手潮州菜廚藝，成為香港著名的潮州菜館集團老闆。

## 角色原型及特色
這套劇被視為當時亞洲電視董事局主席暨行政總裁林百欣自傳。林百欣是原籍廣東潮陽（現屬汕頭地級市）的潮州人（潮汕人），以製衣起家；而劇中的主角鄭琛原型，就是以林百欣的一生作為藍本。
劇中鄭琛常以「架己冷，有事好參詳（自己人，有事好商量）」、「我哋係架己冷（我們是自己人）」等潮州話來加強劇情感染力，是香港劇集少見的特色。
然而，在劇中的來自於廣東省人三個主角中，只有陳庭威是潮州人（祖籍揭陽），歐錦棠及劉錫賢則是順德人（祖籍順德）。

## 演員
- 陳庭威 飾 鄭　琛
- 歐錦棠 飾 李乃強
- 劉錫賢 飾 朱　潤
- 文頌嫻 飾 陳素貞
- 楊恭如 飾 江倩茹
- 李香琴 飾 四　嬸 （朱潤母）
- 梁錦燊 飾 鄭承宗
- 鄭恕峰 飾 Jimmy
- 南　紅 飾 鄭琛母
- 陳潔儀 飾 阿　秀
- 王　戎 飾 江紹南
- 謝雪心 飾 潘玉婷（紹南妻）
- 鄭佩佩 飾 潘玉蓮Judy
- 黃樹棠 飾 林榮超
- 袁潔儀 飾 林家燕
- 黃璦瑤 飾 李若蘭
- 龍貫天 飾 周全忠 (警署內東莞幫人物)
- 斑　斑 飾 利　芝［鄭琛細媽］
- 徐二牛 飾 德　叔
- 羅　烈 飾 陳亞席
- 煒　烈 飾 黑　哥
- 冼灝英 飾 水牛燦
- 陳　東 飾 鄭村長
- 石中玉 飾 李村長
- 周兆麟 飾 水　雞
- 蔡國威 飾 蕃薯茂
- 董　文 飾 大頭獅
- 蘇　昶 飾 九　斤
- 劉　準 飾 七　叔
- 陳麗雲 飾 八　嬸
- 余俊偉 飾 狗　仔
- 佘文炳 飾 波　叔
- 江　圖 飾 培　叔
- 楊振傑 飾 阿　根
- 吳曼麗 飾 豆腐萍
- 陳劍雲 飾 保　叔
- 馮　真 飾 佩　姐
- 司馬華龍 飾 李　錦
- 歐陽耀麟 飾 導　演
- 馮　國 飾 廖主任
- 馬宗德 飾 趙　勇（大隊長）
- 曾贊安 飾 大　舊
- 顏晉霖 飾 復原軍
- 陳　銳 飾 復原軍
- 陳正君 飾 沙　皮
- 李樹佳 飾 廠　長
- 姚文基 飾 麥　堅
- 王清河 飾 區　伯
- 吳　霆 飾 阿　郫
- 曾守明 飾 東莞豹

## 主題曲
主題曲《勝利雙手創》，改編自臺語流行音樂名曲《爱拼才会赢》，並由編劇梁立人譜詞、香港老牌歌星葉振棠主唱。

## 收視率
此劇推出初期收視點只有十點，卻有好口碑，但月初仍保持十一點，隨後三周都有十一點，是該期亞視最高收視的自製劇集。

## 重播
- 1998年2月16日晚上九時零五分，購得本劇台灣播映權的超級電視台首播本劇，承接該時段的上一部電視劇《情定艷陽天》。
- 2004年，本港台在午間時段重播本劇。
- 2005年2月，在林百欣去世時，本港台特意在晚上九時三十分以《一生愛打拼：我來自潮州》名義重播本劇，以向林百欣致敬。這是香港電視界史上首次於黃金時段重播自製電視劇。
- 2013年9月，本港台在早上時段重播本劇。

## 軼事
2023年5月5日，香港警務處調整警察三項入職要求，包括取消最低身高及體重要求、香港中學文憑考試（DSE）中英文科取得二級等要求。換言之，有意投考警隊人士，就算其中英文在中學文憑試未獲合格，仍有機會加入警隊，只需通過「警員中英文筆試」便可。消息一出，網民找回《我來自潮州》第14集的片段，由歐錦棠扮演的李乃強目不識丁，但仍可以投考警察，更自此平步青雲，而使到本劇再度爆紅。

## 外部連結
- 亞洲電視《我來自潮州》官方網站

## 作品變遷
| 香港亞洲電視本港台 星期一至五 21:30-22:30 | 香港亞洲電視本港台 星期一至五 21:30-22:30 | 香港亞洲電視本港台 星期一至五 21:30-22:30 |
| ----------------------------------------- | ----------------------------------------- | ----------------------------------------- |
|                                           | 我來自潮州                                |                                           |
| 真相                                      | 著數一族                                  |                                           |